# Ranulf (Angoulême)
Ranulf Bompar (lat.: Rannulfus Bomparius; † 27. Juli 975) war ein Graf von Angoulême und Périgord aus dem Haus Taillefer. Er war ein jüngerer Sohn des Grafen Bernard I. von Périgord und dessen zweiter Ehefrau Gersinde.
Nachdem seine beiden älteren Halbbrüder Arnaud Barnabé (Arnuldus Borracio) und Wilhelm Tallerand (Willelmus Talerandus) innerhalb kürzester Zeit 962 gestorben waren, übernahm Ranulf die Besitzungen seiner Familie. Gegen ihn erhob sich mit der Unterstützung des Herzogs von Aquitanien der illegitime Sohn seines Cousins Wilhelm II. Taillefer, Arnaud Manzer, der trotz seiner unehelichen Geburt Erbrechte auf Angoulême anmeldete. Der Konflikt wurde im Kampf entschieden, in dem Ranulf getötet wurde. Sein überlebender Bruder Richard Insipiens konnte sich nicht halten, weshalb Arnaud Manzer Angoulême übernehmen und in Périgord Ranulfs Neffe Elias I. nachfolgen konnte.